# Cory Arcangel

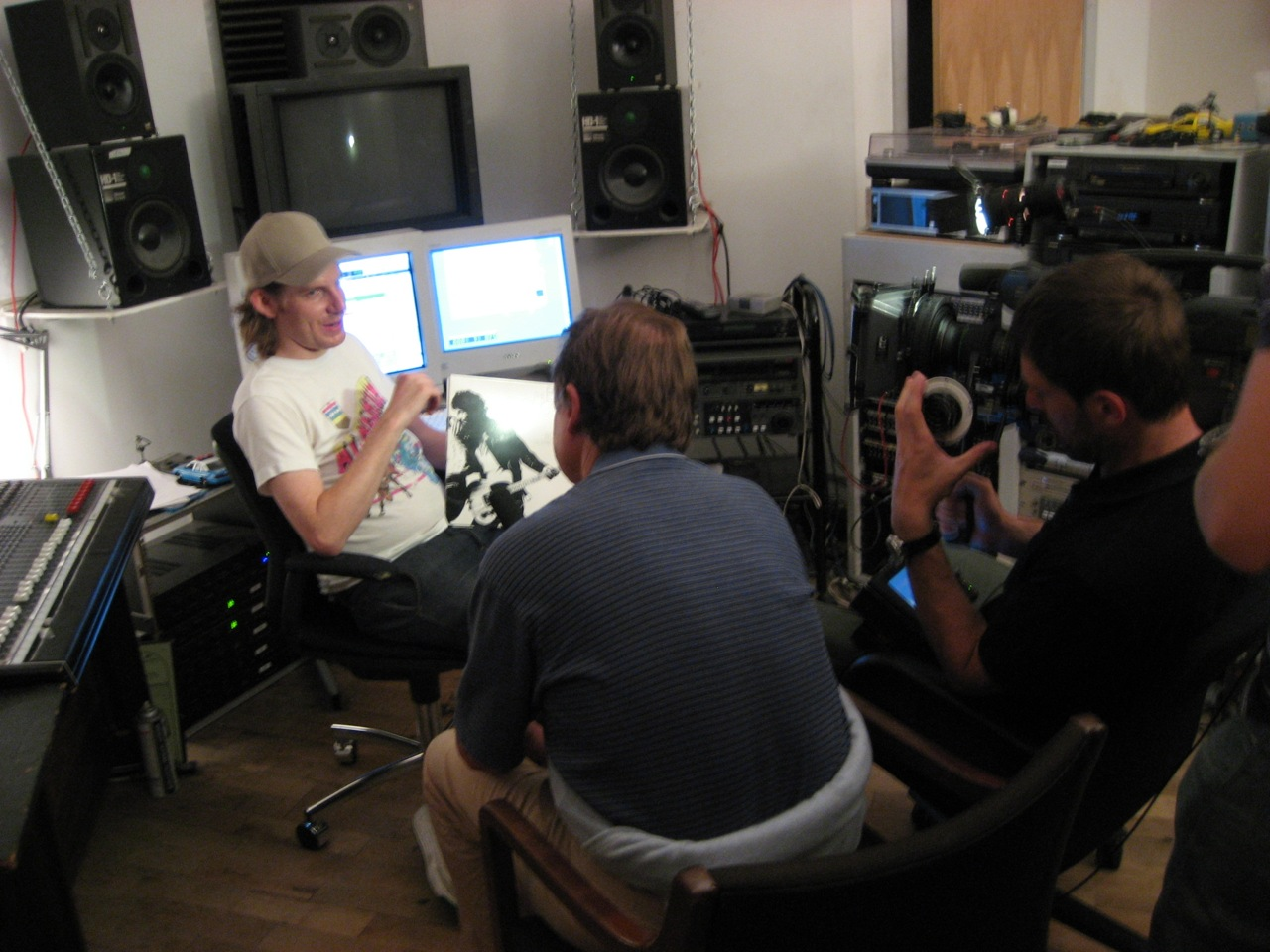
Cory Arcangel, pierwszy od lewej

Cory Arcangel (ur. 25 maja 1978 w Buffalo, Nowy Jork) – amerykański post-konceptualista, który pracuje w różnych dziedzinach, w skład których wchodzi rysunek, muzyka, nagrywanie filmów, performance oraz modyfikowanie gier wideo, z których to jest najbardziej znany.
Artysta często używa częściowo lub całkowicie gotowych obiektów, takich jak gradienty w Photoshopie czy filmiki na platformie YouTube, do stworzenia nowych dzieł sztuki. Praca Arcangela odkrywa i podkreśla relację między technologią cyfrową, a kulturą popularną. W 2006 roku został laureatem nagrody Creative Capital Emerging Fields.

## Wczesne lata
Arcangel dorastał w Buffalo gdzie uczęszczał do prywatnego college’u Nichols School, gdzie zasłynął jako gwiazda lacrosse na pozycji bramkarza, obrońcy. Został dostrzeżony przez grupę eksperymentalnych artystów wideo, takich jak Nam June Paik przez centrum sztuki medialnej –  Squeaky Wheel Buffalo Media Arts Center. W początkowej fazie życia artystycznego był bardzo zaintrygowany muzyką, z koncentracją na grę na gitarze, codziennie poświęcając 8 godzin na doskonalenie umiejętności. Rozpoczął naukę w kierunku gitary klasycznej na Oberlin Conservatory of Music w Ohio, później zmieniając specjalizację na technologię muzyczną. Studia ukończył w 2000 roku. W college’u poznał Jacoba Ciocci i Paula B. Davisa. W 2000 roku Arcangel i Davis założyli zespół programistyczny – Beige Programming Ensemble, wydając płytę z 8-bitową muzyką zatytułowaną "The 8-Bit Construction Set". Płyta na jednej stronie została zrobiona dzięki wykorzystaniu komputera z lat 80 XX wieku – Commodore 64, druga strona powstała także dzięki komputerowi do użytku domowego z lat 80 XX wieku – modelowi Atari 800. Projekt został zrealizowany w ciągu 2 lat, a w skład grupy opracowującej płytę weszli: Joe Boyd, Jo Bond, Paul B. Davis i sam Arcangel.
Swoją "fascynację doszukiwania się inspiracji artystycznych w nietypowych maszynach" przypisuje Pauline Oliveros, z którą uczęszczał na lekcje kompozycji. Opisywał utwór, w którym Pauline podłączyła oscylatory sinusoidalne do głośników, wyprowadzając dokładną częstotliwość dźwięku jako rezonans sali koncertowej, tworząc coraz to głośniejszy i donośniejszy dźwięk. To wydarzenie spowodowało swego rodzaju przemianę w artystycznych upodobaniach i zainteresowaniach Arcangela. Na działalność artysty wpłynęło wiele różnorodnych postaci oraz filmów, w tym: Steve Reich, Tiger Woods czy Weekend at Bernie's.

## Działalność
Najsłynniejsze prace Arcangela związane są z hackami kaset przeznaczonymi do gry na Nintendo oraz przeróbkami przestarzałych systemów komputerowych z lat 70 i 80 XX wieku. Zmodyfikował klasyczną wersję gry Super Mario Bros, tworząc w 2002 roku Super Mario Clouds przeznaczoną dla konsoli do gier Nintendo NES, w której cała grafika została usunięta, pozostawiając niebieskie tło z białymi chmurami przewijającymi się powoli od prawej do lewej strony. Kolejnym znanym projektem jest seria Photoshopa CS z wykorzystaniem wydrukowanych dużych cyfrowych obrazów z gradientem, stworzonych wyłącznie w edytorze Photoshopa. Całość wygląda jak pop artowa wersja abstrakcyjnego ekspresjonizmu lub color field painting. W 2014 roku Arcangel założył "Arcangel Surfware", wydawnictwo oprogramowania i firmę handlową, która współpracowała z "Brado". Działalność nie tylko dotyczyła aspektów programistycznych, ale także zajmowano się sprzedażom odzieży przeznaczonej do noszenia, w trakcie surfowania po Internecie.
Przez wiele lat poświęcił swoją twórczość rozmaitym modyfikacjom kultowych gier i filmów, wprowadzając nowy wymiar popularnych przedstawień – dodając lub odejmując pewne elementy. Dzięki tym działaniom powstawały zupełnie nowe dzieła, których charakter można by określić jako cyfrowe poszerzenie pojęcia ready-made. Wprowadzone modyfikacje nadały spopularyzowanym obiektom nowego charakteru i znaczenia w dziedzinie nowych mediów i sztuki cyfrowej.